# Sèrie Radeon HD 6000
La sèrie Northern Islands és una família de GPU desenvolupada per Advanced Micro Devices (AMD) que forma part de la seva marca Radeon, basada en els 40 procés nm. Alguns models es basen en TeraScale 2 (VLIW5), alguns en el nou TeraScale 3 (VLIW4) introduït amb ells.
A partir d'aquesta família, l'antiga marca ATI es va suspendre oficialment a favor de fer una correlació entre els productes gràfics i la marca AMD per a plataformes d'informàtica (les CPU i els chipsets). Per tant, es va utilitzar la marca AMD com a reemplaçament. El logotip dels productes i tecnologies gràfics també va rebre un canvi d'imatge menor (utilitzant elements de disseny del logotip "AMD Vision" del 2010). Això també marca el final del nom "Mobility Radeon" a les GPU de les seves portàtils, mantenint només el sufix "M" al número de model de GPU per significar una variant mòbil.
El seu competidor directe era la sèrie GeForce 500 de Nvidia; es van llançar aproximadament un mes de diferència.

## Arquitectura
Aquest article tracta sobre tots els productes de la marca Radeon HD 6000 Series.
- Una GPU que implementa TeraScale 2 versió "Northern Island (VLIW5)" es troba a tots els models excepte als productes de marca "HD 6900".
- El "HD 6350" es basa en TeraScale 2 "Evergreen".
- Una GPU que implementa TeraScale 3 versió "Northern Island (VLIW4)" es troba als productes de marca "HD 6900".
- El compliment d'OpenGL 4.x requereix suport per a shaders FP64. S'implementen mitjançant emulació en algunes GPU TeraScale (microarquitectura).

### Suport multi-monitor
Els controladors de pantalla integrats de la marca AMD Eyefinity es van introduir el setembre de 2009 a la sèrie Radeon HD 5000 i des de llavors han estat presents a tots els productes.

### Acceleració de vídeo
Unified Video Decoder (UVD3) està present a la matriu de tots els productes i és compatible amb AMD Catalyst i pel controlador de dispositiu gràfic gratuït i de codi obert.

### OpenCL (API)
OpenCL accelera molts paquets de programari científics contra CPU fins a un factor 10 o 100 i més. Open CL 1.0 a 1.2 són compatibles amb tots els xips amb Terascale 2 i 3.

## Productes
La sèrie 6800 va ser el primer lot de la sèrie Radeon 6000. Nom en clau "Illes del Nord", aquesta sèrie es va estrenar el 22 d'octubre de 2010, després de breus retards. Durant els mesos següents, les targetes de pressupost, de gamma mitjana i de gamma alta es van omplir a la sèrie.